# Giro Colline del Chianti Val d'Elsa 2004
Il Giro Colline del Chianti Val d'Elsa 2004, seconda edizione della corsa, si svolse l'11 settembre 2004, per un percorso totale di 192 km. Fu vinto dal polacco Krzysztof Szczawiński che giunse al traguardo con il tempo di 4h39'32" alla media di 41,21 km/h.
Al traguardo 92 ciclisti portarono a termine il percorso.

## Ordine d'arrivo (Top 10)
| Pos. | Corridore             | Squadra         | Tempo    |
| ---- | --------------------- | --------------- | -------- |
| 1    | Krzysztof Szczawiński | Team Icet       | 4h39'32" |
| 2    | Bo Hamburger          | Acqua & Sapone  | s.t.     |
| 3    | Dario Frigo           | Fassa Bortolo   | s.t.     |
| 4    | Luca Mazzanti         | Cer. Panaria    | s.t.     |
| 5    | Konstantin Kljuev     | Barloworld      | s.t.     |
| 6    | Mychajlo Chalilov     | Team Icet       | a 20"    |
| 7    | Marzio Bruseghin      | Fassa Bortolo   | s.t.     |
| 8    | Massimo Mazzanti      | Cer. Panaria    | s.t.     |
| 9    | Lorenzo Bernucci      | Landbouwkrediet | s.t.     |
| 10   | Aitor Hernández       | LPR-Piacenza    | s.t.     |